# Digonogastra tornowii
Digonogastra tornowii är en stekelart som först beskrevs av Brethes 1905.  Digonogastra tornowii ingår i släktet Digonogastra och familjen bracksteklar. Inga underarter finns listade i Catalogue of Life.